# Melbourne Summer Set 2022
Il Melbourne Summer Set 2022 è stato un torneo di tennis giocato all'aperto sul cemento. È stata la prima delle due uniche edizioni organizzate in sostituzione del torneo annuale di Brisbane, cancellato a causa delle restrizioni per la pandemia di COVID-19. Il torneo faceva parte della categoria WTA 250 nell'ambito del WTA Tour 2022 e della categoria ATP Tour 250 nell'ambito dell'ATP Tour 2022. Entrambi i tornei si son giocati al Melbourne Park di Melbourne in Australia, dal 4 al 9 gennaio 2022.
La seconda edizione era riservata alle sole donne, era a sua volta di categoria WTA 250 e si è tenuta contemporaneamente alla prima.

## Partecipanti ATP

### Teste di serie
| Nazionalità | Giocatore          | Ranking* | Testa di serie |
| ----------- | ------------------ | -------- | -------------- |
| Spagna      | Rafael Nadal       | 6        | 1              |
| Stati Uniti | Reilly Opelka      | 26       | 2              |
| Bulgaria    | Grigor Dimitrov    | 28       | 3              |
| Belgio      | David Goffin       | 39       | 4              |
| Francia     | Benoît Paire       | 46       | 5              |
| Bielorussia | Il'ja Ivaška       | 48       | 6              |
| Germania    | Dominik Koepfer    | 54       | 7              |
| Stati Uniti | Mackenzie McDonald | 55       | 8              |

* Ranking al 27 dicembre 2021.

### Altri partecipanti
I seguenti giocatori hanno ricevuto una wildcard per il tabellone principale:
- Nick Kyrgios
- Christopher O'Connell
- Andy Murray

Il seguente giocatore è subentrato in tabellone come alternate:
- Emil Ruusuvuori

I seguenti giocatori sono passati dalle qualificazioni:

- Ričardas Berankis
- Maxime Cressy
- Rinky Hijikata
- Andreas Seppi

I seguenti giocatori sono entrati in tabellone come lucky loser:
- Sebastián Báez
- Henri Laaksonen

### Ritiri
Prima del torneo
- Aleksandr Bublik → sostituito da  Peter Gojowczyk
- Lloyd Harris → sostituito da  Alex Molčan
- Il'ja Ivaška → sostituito da  Sebastián Báez
- Nick Kyrgios → sostituito da  Henri Laaksonen
- Kei Nishikori → sostituito da  Emil Ruusuvuori

## Partecipanti ATP doppio
| Nazione     | Giocatore            | Nazione     | Giocatore            | Rank* | Testa di serie |
| ----------- | -------------------- | ----------- | -------------------- | ----- | -------------- |
| Paesi Bassi | Wesley Koolhof       | Regno Unito | Neal Skupski         | 41    | 1              |
| Sudafrica   | Raven Klaasen        | Giappone    | Ben McLachlan        | 63    | 2              |
| El Salvador | Marcelo Arévalo      | Paesi Bassi | Jean-Julien Rojer    | 69    | 3              |
| Kazakistan  | Andrej Golubev       | Croazia     | Franko Škugor        | 81    | 4              |
| Regno Unito | Dominic Inglot       | Regno Unito | Ken Skupski          | 116   | 5              |
| Kazakistan  | Oleksandr Nedovjesov | Pakistan    | Aisam-ul-Haq Qureshi | 122   | 6              |
| Monaco      | Romain Arneodo       | Germania    | Andreas Mies         | 129   | 7              |
| Australia   | Matt Reid            | Australia   | Jordan Thompson      | 273   | 8              |

* Ranking al 27 dicembre 2021.

## Partecipanti WTA
| Nazionalità | Giocatore            | Ranking* | Testa di serie |
| ----------- | -------------------- | -------- | -------------- |
| Giappone    | Naomi Ōsaka          | 13       | 1              |
| Romania     | Simona Halep         | 20       | 2              |
| Russia      | Veronika Kudermetova | 31       | 3              |
| Italia      | Camila Giorgi        | 33       | 4              |
| Russia      | Ljudmila Samsonova   | 38       | 5              |
| Svizzera    | Viktorija Golubic    | 43       | 6              |
| Rep. Ceca   | Tereza Martincová    | 48       | 7              |
| Rep. Ceca   | Kateřina Siniaková   | 49       | 8              |
| Stati Uniti | Alison Riske         | 51       | 9              |

* Ranking al 27 dicembre 2021.

### Altre partecipanti
Le seguenti giocatrici hanno ricevuto una wildcard per il tabellone principale:
- Lizette Cabrera
- Seone Mendez
- Arina Rodionova

La seguente giocatrice è subentrata in tabellone come alternate:
- Lauren Davis

Le seguenti giocatrici sono passate dalle qualificazioni:

- Destanee Aiava
- Anna Bondár
- Nao Hibino
- Viktória Kužmová
- Lesley Pattinama Kerkhove
- Zheng Qinwen

La seguente giocatrice è entrata in tabellone come lucky loser:
- Mai Hontama

### Ritiri
Prima del torneo
- Camila Giorgi → sostituita da  Lauren Davis
- Camila Osorio → sostituita da  Zheng Saisai
- Emma Raducanu → sostituita da  Elena-Gabriela Ruse
- Jil Teichmann → sostituita da  Maryna Zanevs'ka

## Partecipanti WTA doppio
| Nazione     | Giocatore            | Nazione     | Giocatore          | Rank* | Testa di serie |
| ----------- | -------------------- | ----------- | ------------------ | ----- | -------------- |
| Russia      | Veronika Kudermetova | Belgio      | Elise Mertens      | 18    | 1              |
| Stati Uniti | Asia Muhammad        | Stati Uniti | Jessica Pegula     | 95    | 2              |
| Slovacchia  | Viktória Kužmová     | Russia      | Vera Zvonarëva     | 102   | 3              |
| Belgio      | Greet Minnen         | Australia   | Ellen Perez        | 119   | 4              |
| Giappone    | Miyu Katō            | Stati Uniti | Sabrina Santamaria | 138   | 5              |

### Altre partecipanti
Le seguenti coppie hanno ricevuto una wildcard per il tabellone principale:
- Destanee Aiava /  Lizette Cabrera
- Gabriella Da Silva-Fick /  Olivia Tjandramulia

Le seguenti coppie sono subentrate in tabellone come alternate:
- Desirae Krawczyk /  Christina McHale
- Aljaksandra Sasnovič /  Anastasija Sevastova

### Ritiri
Prima del torneo
- Veronika Kudermetova /  Elise Mertens → replaced by  Desirae Krawczyk /  Christina McHale
- Elixane Lechemia /  Ingrid Neel → replaced by  Vivian Heisen /  Ingrid Neel
- Wang Xinyu /  Zheng Saisai → replaced by  Aljaksandra Sasnovič /  Anastasija Sevastova

## Punti
| Evento              | V   | F   | SF  | QF | 2T | 1T   | Q    | Q2   | Q1   |
| Singolare maschile  | 250 | 150 | 90  | 45 | 20 | 0    | 12   | 6    | 0    |
| Doppio maschile     | 250 | 150 | 90  | 45 | 20 | 0    | N.D. | N.D. | N.D. |
| Singolare femminile | 280 | 180 | 110 | 60 | 30 | 1    | 18   | 12   | 1    |
| Doppio femminile    | 280 | 180 | 110 | 60 | 1  | N.D. | N.D. | N.D. | N.D. |

## Montepremi
| Evento              | V       | F       | SF      | QF      | 2T     | 1T     | Q2     | Q1     |
| Singolare maschile  | $87 370 | $48 365 | $27 220 | $15 490 | $8 890 | $5 200 | $2 540 | $1 320 |
| Doppio maschile     | $23 370 | $13 210 | $7 630  | $4 320  | $2 540 | $1 520 | N.D.   | N.D.   |
| Singolare femminile | $31 000 | $18 037 | $10 100 | $5 800  | $3 675 | $2 675 | $1 950 | $1 270 |
| Doppio femminile    | $10 800 | $6 300  | $3 800  | $2 300  | $1 750 | N.D.   | N.D.   | N.D.   |

## Campioni

### Singolare maschile
Rafael Nadal ha sconfitto in finale  Maxime Cressy con il punteggio di 7-6(6), 6-3.
- È l'ottantanovesimo titolo in carriera per Nadal, il primo della stagione.

### Singolare femminile
Simona Halep ha sconfitto in finale  Veronika Kudermetova con il punteggio di 6–2, 6–3.

### Doppio maschile
Wesley Koolhof /  Neal Skupski hanno sconfitto in finale  Oleksandr Nedovjesov /  Aisam-ul-Haq Qureshi con il punteggio di 6–4, 6–4.

### Doppio femminile
Asia Muhammad /  Jessica Pegula hanno sconfitto in finale  Sara Errani /  Jasmine Paolini con il punteggio di 6–3, 6–1.